# Mosfellsheiði
Mosfellsheiði är en hed i republiken Island.   Den ligger i regionen Suðurland, i den sydvästra delen av landet, 21 km öster om huvudstaden Reykjavík.